# اختلاف فاز
اختلاف فاز (به انگلیسی: Phase Difference)، اختلاف بین دو یا چند کمیت متناوب را برحسب درجه یا رادیان توضیح می‌دهد.
یک شکل‌موج سینوسی، یک کمیت متناوب است که در لحظه π/۲ پیک مثبت و در لحظه ۳π/۲ پیک منفی دارد. موج سینوسی، در نقاط ۰ و π و ۲π مقدار صفر دارد.
البته همه شکل‌موج‌های سینوسی در یک لحظه از نقطه صفر عبور نمی‌کنند. ممکن است یک موج سینوسی نسبت به موج سینوسی دیگر، به چپ یا راست، جابجایی یا اختلاف فاز داشته باشد.
یک شکل‌موج جریان و یک شکل‌موج ولتاژ را در نظر بگیرید. بین این موج سینوسی، یک اختلاف فاز یا جابجایی زاویه‌ای وجود دارد. هر شکل‌موج سینوسی، که در زمان t=۰ از نقطه مبدأ عبور نکند، جابجایی فاز دارد.

## تعریف اختلاف فاز
اختلاف فاز برای یک شکل‌موج سینوسی، مقدار جابجایی زاویه‌ای شکل‌موج نسبت به نقطه مرجع معین در محور افقی است. این زاویه با نماد (ϕ) نشان داده می‌شود و بر حسب درجه یا رادیان اندازه‌گیری می‌شود. به عبارت دیگر، اختلاف فاز بین دو موج، اختلاف بین دو شکل‌موج نسبت به یک محور مشترک است. طبق قرارداد، تنها شکل‌موج‌های سینوسی با فرکانس یکسان می‌توانند اختلاف فاز داشته باشند.
اختلاف فاز ϕ برای یک شکل‌موج متناوب می‌تواند از صفر تا مقدار ماکزیمم خود یعنی دوره تناوب موج سینوسی (T) متغیر باشد. بسته به واحد زاویه انتخاب شده، ϕ می‌تواند مقادیری از ۰ تا ۲π یا از صفر تا ∘360 داشته باشد.
اختلاف فاز را می‌توان به صورت اختلاف زمانی t نسبت به دوره تناوب T یا کسری از دوره تناوب نیز نمایش داد. T می‌تواند مقادیری مثل +10ms یا −50uS داشته باشد. اما در حالت کلی بهتر است که اختلاف فاز به صورت اندازه زاویه‌ای بیان شود.
به همین دلیل، معادله داده شده برای مقدار لحظه‌ای شکل‌موج ولتاژ یا جریان سینوسی تغییر می‌کند تا زاویه فاز شکل‌موج را دربر گیرد. عبارت شکل‌موج لحظه‌ای با احتساب فاز به صورت زیر نوشته می‌شود:
{\displaystyle A(t)=A_{max}\times \sin(wt\pm \phi )}
که در آن:
- Am، بیشینه دامنه شکل‌موج است.
- ωt، فرکانس زاویه‌ای شکل‌موج با واحد رادیان بر ثانیه (rad/s) است.
- ϕ، زاویه فاز با واحد درجه یا رادیان است. این زاویه، نشان‌دهنده اختلاف فاز شکل‌موج نسبت به نقطه مرجع به چپ یا راست است.

## فاز مثبت و فاز منفی در شکل‌موج سینوسی
اگر قسمتی از شکل‌موج سینوسی که شیب مثبت دارد، قبل از زمان t=۰ از محور افقی عبور کند، گفته می‌شود که شکل‌موج به سمت چپ جابجا شده‌است. در این حالت، ϕ>۰ و زاویه فاز مثبت است؛ بنابراین در این حالت، فاز شکل‌موج نسبت به مرجع در حالت تقدم قرار می‌گیرد. به عبارت دیگر، به نظر می‌رسد این موج زودتر از زاویه ∘0 عبور کرده‌است. در این حالت بردار خلاف جهت عقربه‌های ساعت می‌چرخد.
به همین ترتیب، اگر قسمتی از شکل‌موج سینوسی که شیب مثبت دارد، بعد از زمان t=۰ از محور افقی عبور کند، گفته می‌شود که شکل‌موج به سمت راست جابجا شده‌است. پس ϕ<۰ و زاویه فاز در این حالت منفی است. گفته می‌شود فاز شکل‌موج نسبت به مرجع در حالت تأخیر قرار می‌گیرد. به عبارت دیگر به نظر می‌رسد که این موج کمی کندتر از ∘0 عبور کرده‌است. در این حالت، بردار فازور در جهت عقربه‌های ساعت می‌چرخد.